# 7912 Lapovok

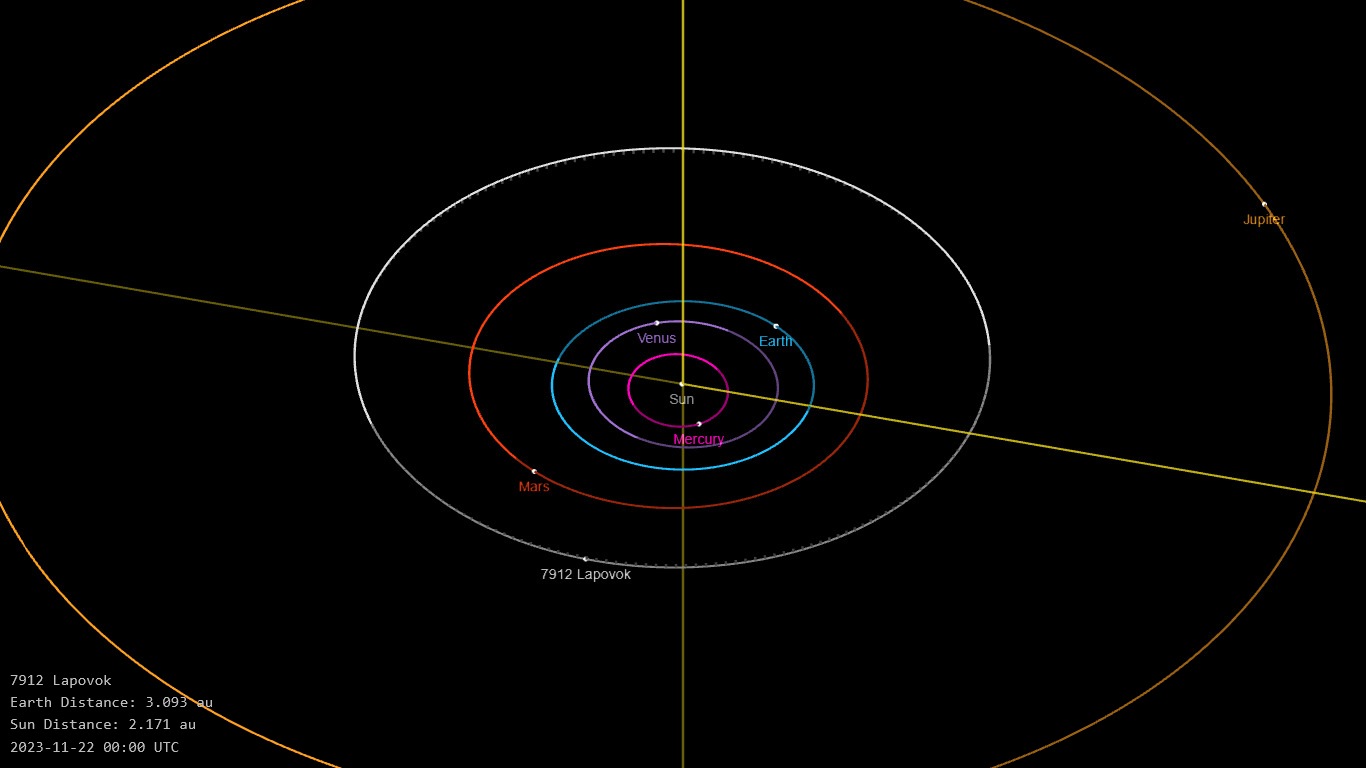
Orbita asteroidului 7912 Lapovok (Jet Propulsion Laboratory)

7912 Lapovok este un asteroid din centura principală de asteroizi.

## Descriere
7912 Lapovok este un asteroid din centura principală de asteroizi. A fost descoperit pe 8 august 1978 la Observatorul de Astrofizică din Crimeea de Nikolai Cernîh. El prezintă o orbită caracterizată de o semiaxă mare de 2,44 ua, o excentricitate de 0,13 și o înclinație de 0,9° în raport cu ecliptica.